# Conseil des métiers d'art du Québec
 (janvier 2024).
Le Conseil des métiers d'art du Québec (CMAQ) est un organisme reconnu selon la Loi sur le statut professionnel des artistes des arts visuels, des métiers d’art et de la littérature et sur leurs contrats avec les diffuseurs qui a pour mission de représenter, soutenir et développer le domaine des métiers d’art au Québec.

## Historique
En 1989, le CMAQ naît de la fusion de la Corporation des artisans de Québec et de Métiers d’art du Québec à Montréal.

## Champs d'action
Le CMAQ regroupe et représente les artisan.es professionnel.les au Québec. L'organisme soutient leur développement professionnel ainsi que la diffusion et la commercialisation de leurs créations.
Parmi ses actions, le CMAQ souligne chaque année l'excellence en métiers d'art au Québec en remettant plusieurs prix. Parmi ceux-ci, le Prix François-Houdé est décerné en collaboration avec la Ville de Montréal et La Guilde depuis 1996 et le Prix Jean-Marie-Gauvreau, créé en 1980, représente la plus haute distinction en métiers d’art dans la province,.
En 2011, le mandat de représentation du CMAQ s’élargit pour intégrer les intérêts des artisans et des artisanes professionnels pratiquant dans le domaine de l’architecture et du patrimoine bâti (ébéniste en restauration, plâtrier traditionnel, forgeron d’art, tailleur de pierre, etc.).
L'organisme organise plusieurs événements par année dont le Salon des métiers d'art, Plein Art Québec et Maestria.